# Mammut von Klinge

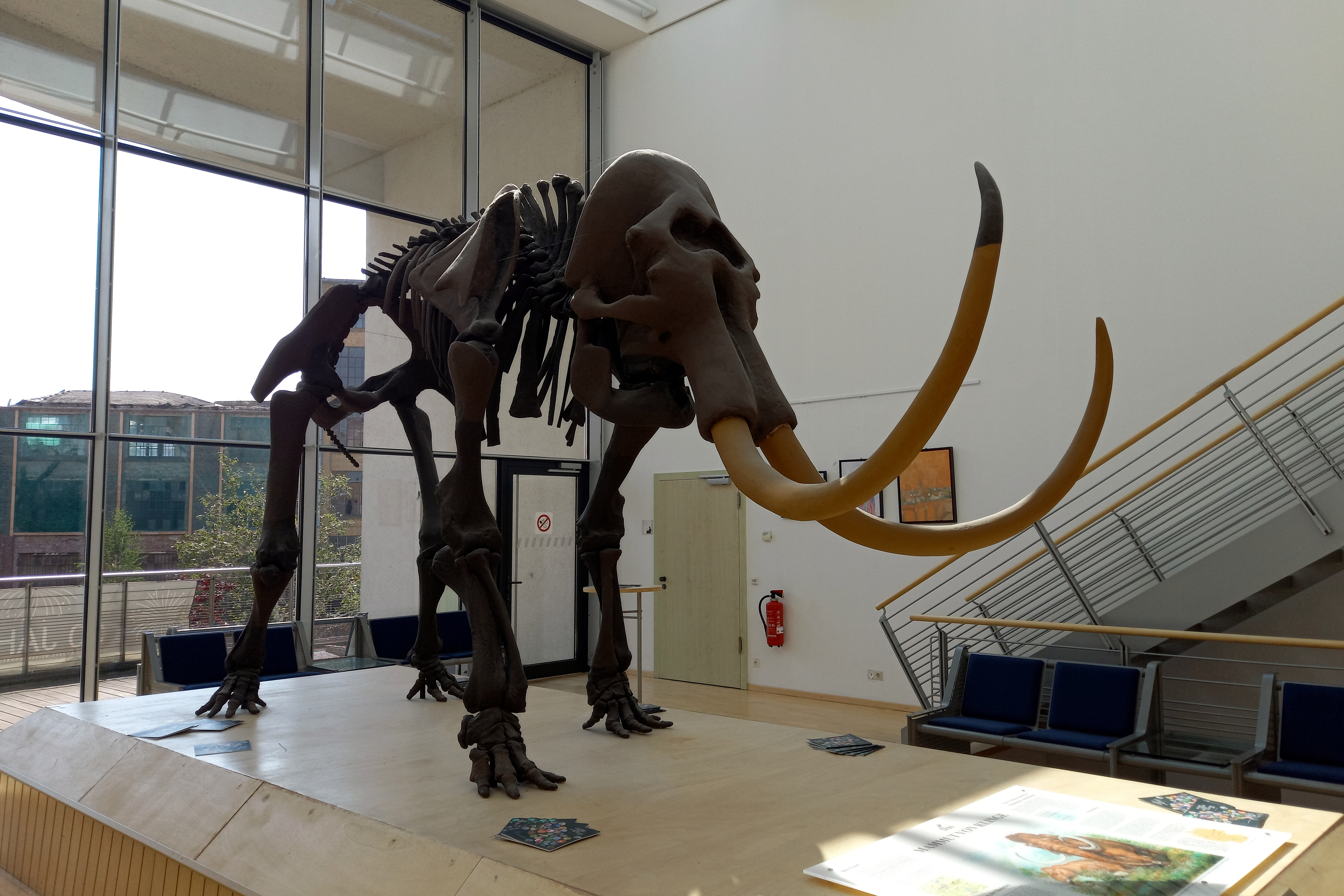
Mammut von Klinge (Nachbildung) in der Kreisverwaltung in Forst.

Das Mammut von Klinge wurde 1903 bei Klinge im damaligen Landkreis Cottbus gefunden. Es ist das erste fast komplette Skelett eines Wollhaarmammuts, das in Deutschland gefunden wurde.

## Fundgeschichte
Schon in den 1890er Jahren waren einzelne Knochen von Wirbeltieren in den Tongruben bei Klinge gefunden worden. Am 1. November 1903 berichtete das Forster Tageblatt, dass Arbeiter zwei Tage zuvor in der Grube Grosche „das ganze Skelett eines riesenhaften Elephanten“ gefunden hätten. Dieses wog ungereinigt und ungetrocknet 400 kg. Am 4. November traf der Zoologe Alfred Nehring von der Landwirtschaftlichen Hochschule in Berlin mit zwei Geologen der Königlich Preußischen Geologischen Landesanstalt am Fundort ein, wo alle Skelettteile schon aus der Fundschicht entfernt worden waren. Nach Aussage des Besitzers der Grube hatten sie sich in einer Torfschicht befunden, die von einer 7 Meter dicken Tonschicht unterlagert war. Nach Reinigung des Fundes bestätigte sich, dass es sich um das erste in Deutschland gefundene, relativ vollständige Skelett eines Wollhaarmammuts handelte. In einem kurzen Bericht mit Jakob Stoller im Jahrbuch der Königlich Preußischen Geologischen Landesanstalt für das Jahr 1905 stellte Henry Schröder eine genaue Beschreibung des Fundes nach der Präparation und Zusammenstellung der Knochen in Aussicht. Dazu kam es aber nicht.
Das Skelettmaterial befand sich in der Geologischen Landesanstalt, bis es nach dem Zweiten Weltkrieg mit anderen quartären Säugetiermaterialien in das Museum für Naturkunde der Humboldt-Universität zu Berlin gebracht wurde, wo es teils in die zoologischen und teils in die paläontologischen Sammlungen aufgenommen wurde. Erst 1963 wurde es in den Sammlungen des heutigen Instituts für Paläontologie wieder zusammengeführt. Mitte der 1990er Jahre führte Karlheinz Fischer eine detaillierte Bearbeitung des Fundes durch.

## Beschreibung

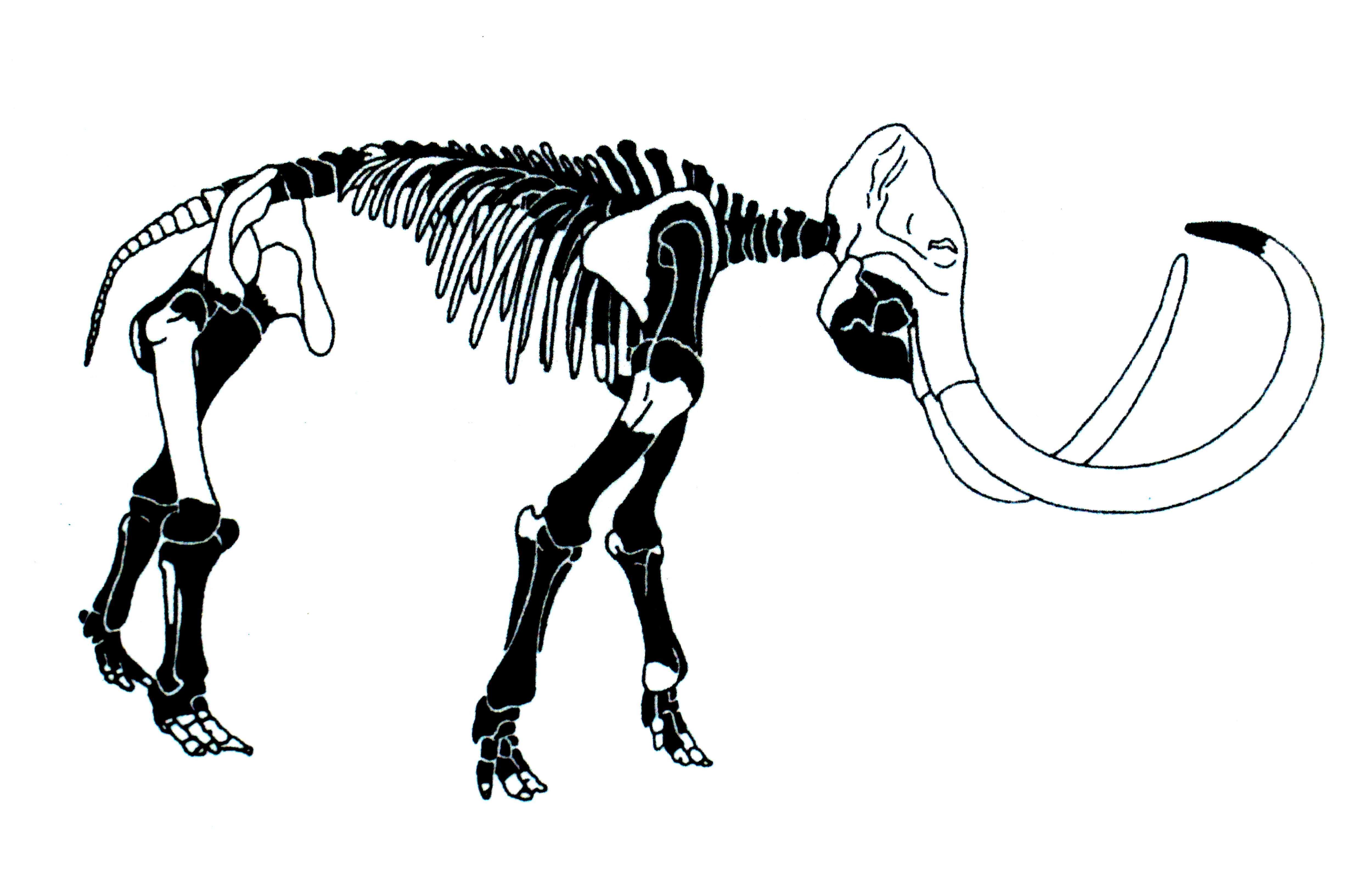
Mammut von Klinge. Die schwarz markierten Teile wurden gefunden, die weißen nicht.

Das Skelett des Mammuts von Klinge ist fast komplett. Es fehlen lediglich der Großteil des Schädeldachs, das Zungenbein, ein Brust- und ein Lendenwirbel, alle Schwanzwirbel, etliche Rippen, Teile des Brustbeins, eine Kniescheibe, einige der Mittelfußknochen sowie die meisten Zehenknochen. Von den Stoßzähnen ist nur eine 34 cm lange, relativ schlanke Spitze erhalten. Die meisten Knochen sind fest und durch die Lagerung im Torf dunkelbraun verfärbt. Der Bau der Hüftbeine und die Schwäche des Stoßzahns weisen darauf hin, dass es sich um das Skelett eines weiblichen Tiers handelt. Mit 2,75 m Schulterhöhe ist es das kleinste der sieben noch vorhandenen in Deutschland gefundenen Skelette von Wollhaarmammuten. Die Abnutzung der Zähne zeigt aber, dass es sich um ein erwachsenes Tier gehandelt hat, das 45 bis 50 Jahre alt geworden ist.
Das Mammut von Klinge wurde in Torfschichten gefunden, die mittels karpologischer und Pollenanalyse der Eem-Warmzeit zugeordnet werden konnten. Es starb demnach vor etwa 120.000 Jahren, als das Klima in Mitteleuropa dem heutigen ähnelte. Die Jahresmitteltemperaturen lagen sogar etwa 1 bis 2 Grad höher als gegenwärtig. Der Fund ist ein Beweis dafür, dass das Wollhaarmammut nicht generell in kalten Klimaten auftrat. In dem nach den Fundumständen rekonstruierten Lebensraum lebte das Mammut von Klinge in einer Auenlandschaft mit offenen Wasserstellen.

## Nachbildung in Forst und Maskottchen des Geoparks Muskauer Faltenbogen
Eine von Klaus-Dieter Jost angefertigte originalgetreue Nachbildung des Mammutskeletts von Klinge steht seit dem Jahr 2001 im Foyer des Kreisverwaltungszentrums Spree-Neiße in Forst. Der Präparator hatte Abgüsse von allen erhaltenen sowie den nach Vergleichsstücken und Knochenmaßen anderer Mammute ergänzten Skelettteilen hergestellt. Letztere sind an der Nachbildung durch ihre hellbraune Farbe kenntlich gemacht. Nahe der Fundstelle in Klinge informiert das Freilichtmuseum Zeitsprung unter anderem über das dort gefundene Mammut. Ein Geländeaufschluss gewährt einen Blick in die Schichtenfolge der letzten zwei Eiszeiten und der dazwischenliegenden Eem-Warmzeit.
Als Ergebnis eines öffentlichen Wettbewerbs, bei dem knapp 100 Vorschläge eingereicht wurden, erhielt das Mammut im April 2002 den Namen „Susi Stoßzahn“. In der Folge wurde es zum Maskottchen des Geoparks Muskauer Faltenbogen.